# سویادنوو
سویادنوو (به لاتین: Sviadnov) یک منطقهٔ مسکونی در جمهوری چک است که در ناحیه فریدک-میستک واقع شده‌است. سویادنوو ۴٫۷۵ کیلومتر مربع مساحت و ۱٬۵۸۷ نفر جمعیت دارد و ۲۷۷ متر بالاتر از سطح دریا واقع شده‌است.